# 弗里波特站 (缅因州)
弗里波特站（英語：Freeport station）是一座位于美国缅因州弗里波特的小型客运火车站，2012年11月1日正式启用。美铁运营的缅因州东部沿海地区号列车在本站停靠。